# Gestuário de língua gestual portuguesa
O Gestuário de Língua Gestual Portuguesa é uma coletânea de gestos, da LGP, fruto da uma pesquisa dos dialetos usados pelos diversos grupos de Surdos, em todo o Portugal. Foi lançado por José Bettencourt, em 1992. É o primeiro dicionário da LGP.